# Cristóbal Oudrid
Cristóbal Oudrid (7. února 1825 Badajoz, Extremadura – 13. března 1877 Madrid) byl španělský klavírista, dirigent a hudební skladatel.

## Život
Jeho dědeček byl voják extremaduranského cikánského původu, který bojoval a padl v bitvě u Waterloo. Otec byl kapelník vojenské hudby založené v Badajozu nedaleko portugalských hranic. Ten také poskytl synovi základní hudební vzdělání. V roce 1844 odešel do Madridu aby dále studoval u skladatele Baltasara Saldoniho. Živil se jako klavírista a komponoval drobné skladby pro tento nástroj. Jeho první zarzuela, La venta del puerto o Juanillo el contrabandista, byla uvedena v roce 1846 v Teatro del Príncipe. V následujícím roce zažil první větší úspěch v divadle Teatro de la Cruz se zarzuelou La pradera del canal, kterou komponoval společně s Luisem Cepedou a Sebastiánem Iradierem.
V následujících letech zkomponoval více než stovku úspěšných zarzuel a hudebních komedií, často ve spolupráci s jinými autory. Společně se skladateli Franciscem Barbierim, Joaquínem Gaztambidem, Rafaelem Hernandem a Josém Inzengou založili v roce 1851 společnost Sociedad Artística Musical, která si vzala za úkol obnovu španělské národní hudby vůbec a zarzuely zvláště.
V roce 1860 byl jmenován šéfdirigentem orchestru divadla Teatro del Circo. Kromě toho řídil i orchestr v Teatro de la Zarzuela. V listopadu roku 1867 se stal sbormistrem italské operní společnosti Compañia de Ópera Italiana, která působila v Teatro Real. V tomto divadle se pak stal v roce 1870 hudebním ředitelem.
Zemřel náhle na zápal plic 13. března 1877 ve věku 52 let, když v divadle Teatro Real připravoval inscenaci opery Mignon Ambroise Thomase. Jeho posledním dílem uvedeným za jeho života byla dvouaktová zarzuela Los Pajes del Rey, která měla premiéru 20. října 1876. Posmrtně bylo ještě v roce 1884 uvedeno historické drama El Consejo de los Diez.

## Dílo (výběr)
- La venta del puerto, o Juanillo el contrabandista (1847)
- La pradera del Canal (1847)
- Buenas noches, Señor Don Simón (1852)
- Los polvos de la madre Celestina (1855)
- El postillón de la Rioja (1856)
- La flor de la Serranía (1856)
- Dalila (1857)
- La pata de cabra (1858)
- Don Sisenando (1858)
- El último mono (1859)
- Nadie se muere hasta que Dios quiere (1860)
- El molinero de Subiza (1870)
- El testamento azul (1874)
- Los Pajes del Rey (1876)
- El Consejo de los Diez (1884)